# Waterintoxicatie
Waterintoxicatie of watervergiftiging is een vorm van hyponatriëmie die ontstaat wanneer te veel water en te weinig elektrolyten worden ingenomen.
Als gevolg van waterinname vermindert de concentratie aan zouten (en andere stoffen) in het bloed. Door osmose stijgt de druk in de lichaamscellen, wat in het hoofd leidt tot een verhoogde druk in de schedel. Die beïnvloedt de werking van de hersenen en leidt tot eerste symptomen zoals misselijkheid, hoofdpijn, duizeligheid en desoriëntatie. Extreme zwelling van de hersenen leidt tot verstoring van de doorbloeding en druk op het cerebellum, epileptische aanvallen, coma en dood. Ook in de rest van het lichaam kunnen diverse orgaanproblemen ontstaan.
Bij zuigelingen met diarree bestaat het gevaar voor een waterintoxicatie wanneer zij worden behandeld met wateroplossingen waarin te weinig elektrolyten zitten. Ook komt waterintoxicatie wel voor bij mensen die de neiging hebben abnormaal grote hoeveelheden water te drinken, zoals sommige anorexia-nervosapatiënten.

## Incidenten
Waterintoxicatie heeft geregeld tot ernstige ongevallen geleid, veelal onder bijzondere omstandigheden.
- Zo raakte in 2005 een Groningse student buiten bewustzijn na het drinken van een grote hoeveelheid water tijdens een ontgroening, waarna hij anderhalve dag op de intensieve zorg heeft gelegen.[1]
- In 2007 overleed een Amerikaanse vrouw doordat ze had meegedaan aan een wedstrijd waarbij het erom ging zo veel mogelijk te drinken zonder te plassen.[2]
- In 2008 liep een Britse vrouw hersenbeschadiging op als gevolg van een waterkuur omdat haar alternatieve therapeut haar verslechterende toestand negeerde in de veronderstelling dat dit een normaal onderdeel was van het genezingsproces.[3]
- In 2013 kwam een 20-jarige Nederlandse studente te overlijden als gevolg van watervergiftiging nadat ze een grote hoeveelheid water had gedronken na het innemen van MDMA-poeder, een drug.[4]
- In 2016 overleed een toeriste in Amsterdam aan de gevolgen van watervergiftiging, na het innemen van grote hoeveelheden water. De toeriste in kwestie was onder invloed van softdrugs.[5]
- In de zomer van 2018 overleden in België twee bezoekers van dance-evenement Tomorrowland na een watervergiftiging, zij hadden xtc-gebruikt (hierdoor krijgt men een droge mond en dorst).[6]